# 거창적십자병원
거창적십자병원(居昌赤十字病院)은 대한민국 보건복지부 산하 대한적십자사에서 운영하는 병원으로, 벽지민의 보건향상과 적십자의 인도주의 구현을 위하여 설립되었다. 경상남도 거창군 거창읍 중앙로 91에 있다.

## 연혁
- 1960년 5월 20일 거창적십자병원 개원

## 진료 과목
내과, 외과, 성형외과, 마취통증의학과, 소아청소년과, 영상의학과, 가정의학과